# Église Saint-Jacques de Magnac-Bourg
Pour les articles homonymes, voir Église Saint-Jacques.
L'église Saint-Jacques de Magnac-Bourg est une église située à Magnac-Bourg en Haute-Vienne en Nouvelle-Aquitaine en France.

## Histoire
L'église Saint-Jacques a été bâtie sur les ruines de la chapelle du château au XVe siècle, elle a connu de nombreuses périodes de construction et rénovation notamment au XIIIe, XVe et XIXe siècle.
Le 8 janvier 1910, l'église est classée au titre des monuments historiques

## Architecture
L'édifice est une église à nef unique en forme de croix latine. Son entrée et sa cloche sont orientés ouest et son abside est orientée est. Le nef comporte un seul vaisseau composé de 2 travées peintes en blanc. L'abside à 6 pans et 3 baies contenant chacune un vitrail du XVIe siècle. Classés monuments historiques, chacun représente plusieurs figures catholiques. Le premier, à gauche depuis l'intérieur, des saints, le deuxième, au milieu, des apôtres et le troisième, à droite, des saintes. Deux chapelles sont aménagées entre les contreforts, de chaque côté du chœur. Pour les parties non inscrites comme monument historique, la première travée est en partie ancienne mais la voûte a été refaite et le clocher a été construit en 1875.

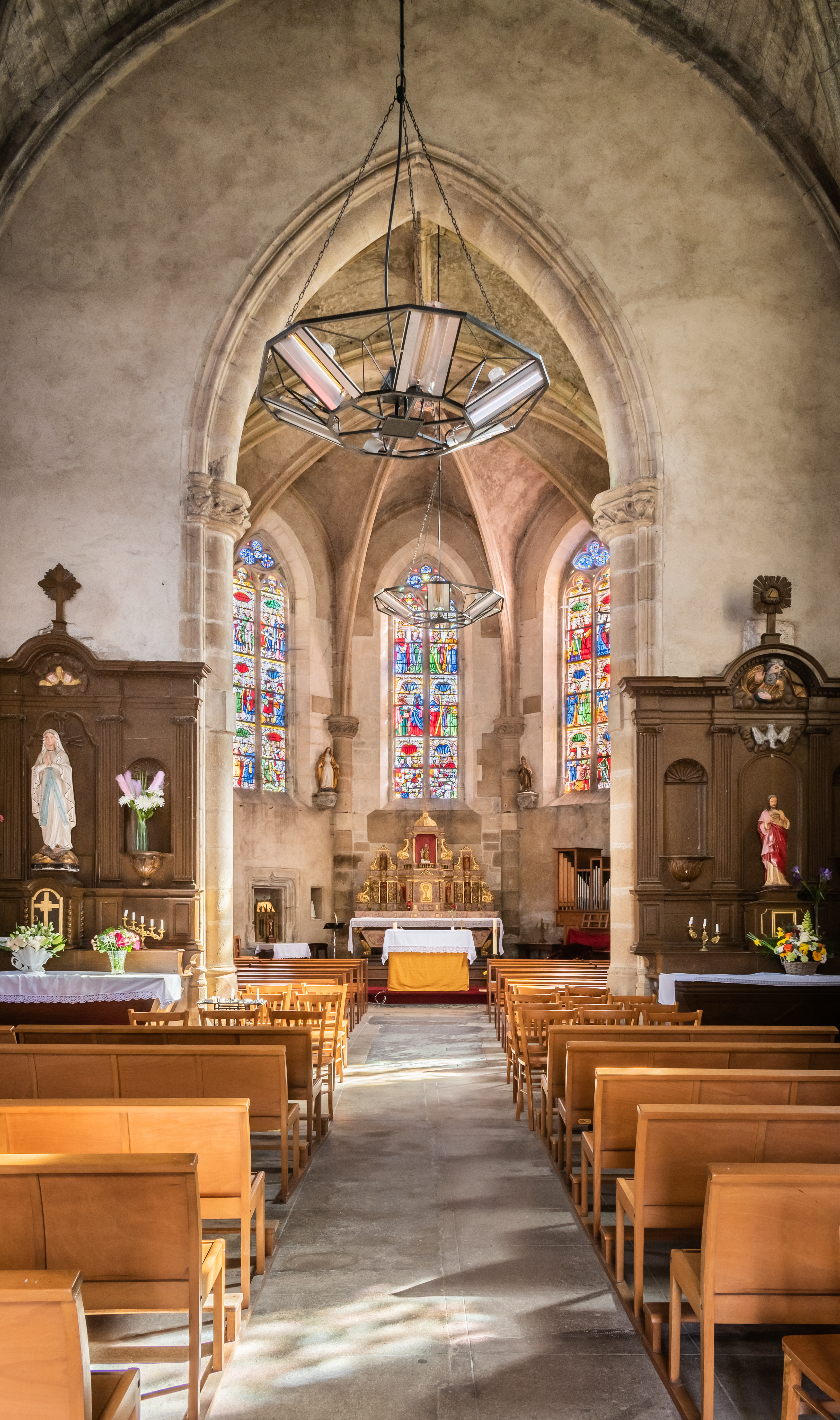
Intérieur de l'église, vue depuis l'entrée.
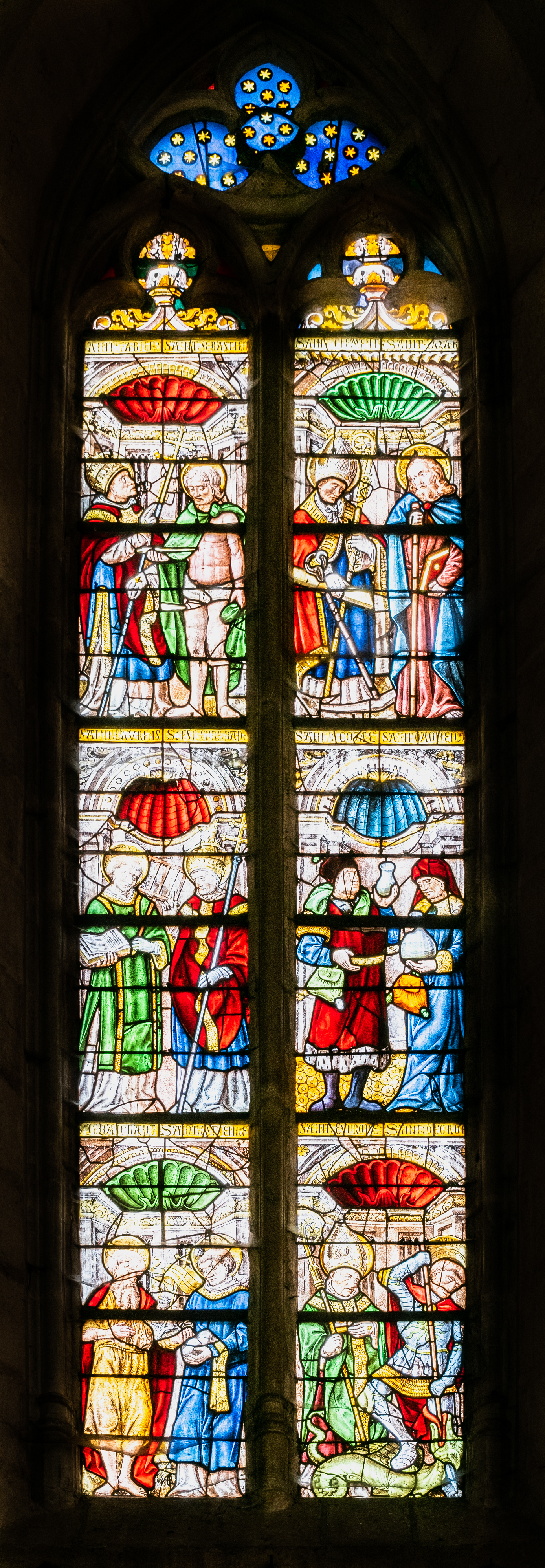
Vitrail de gauche
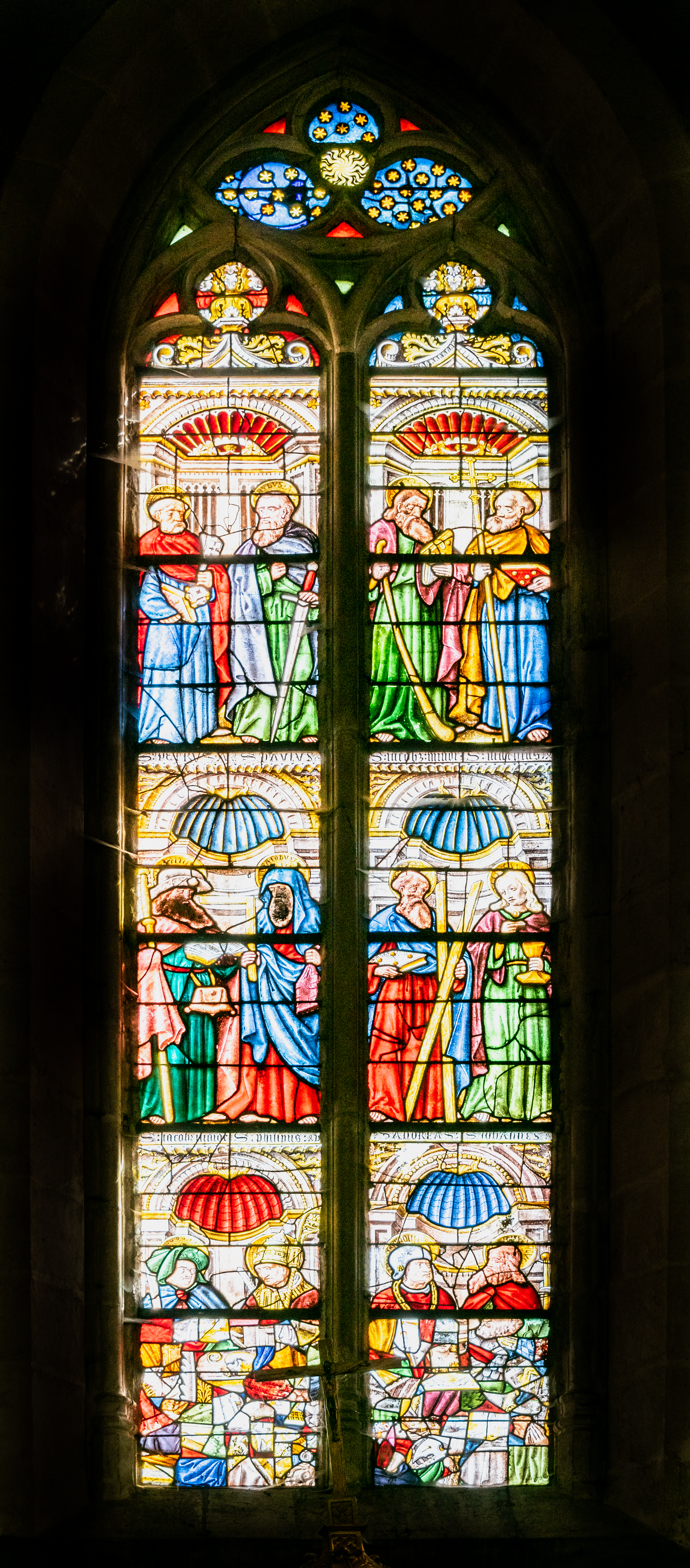
Vitrail du milieu

## Mobilier
L'église contient 9 objets classés monument historique.
| Nom                                                         | Création     | Mesures                                              | Matériaux                                               | Notice     | Date de protection |
| ----------------------------------------------------------- | ------------ | ---------------------------------------------------- | ------------------------------------------------------- | ---------- | ------------------ |
| Statue (petite nature) : sainte Marie-Madeleine ?           | XVe siècle   | Hauteur : 116 cm                                     | Serpentine (monolithe) taillée                          | PM87000208 | 5 avril 1951       |
| 3 verrières hagiographiques (baies 0 à 2)                   | XVIe siècle  | ?                                                    | Verre transparent : grisaille sur verre, plomb (réseau) | PM87000207 | 29 janvier 1894    |
| Groupe sculpté (statuette) : Vierge de Pitié                | XVIe siècle  | Hauteur : 55 cm Largeur : 90 cm Profondeur : 37 cm   | Serpentine (monolithe) : taillé                         | PM87000209 | 22 juin 1933       |
| Groupe sculpté : Vierge de Pitié                            | XIXe siècle  | Hauteur : 66 cm Largeur : 68 cm                      | Bois taillé, peint, argenté, doré                       | PM87001119 | 6 septembre 1974   |
| Statue : saint Jacques le Majeur                            | XVIIe siècle | Hauteur : 82 cm                                      | Bois taillé, peint, doré                                | PM87001120 | 16 novembre 1976   |
| Groupe sculpté (statuette) : saint Roch et l'ange           | XVIIe siècle | Hauteur : 44,5 cm                                    | Bois taillé, peint (faux marbre), doré                  | PM87001121 | 16 novembre 1976   |
| Croix : Christ en croix                                     | XVIIe siècle | Hauteur : 176 cm Largeur : 145 cm                    | Bois taillé                                             | PM87001122 | 16 novembre 1976   |
| Statuette : Vierge à l'Enfant dite Notre-Dame des Victoires | XIXe siècle  | Hauteur : 43 cm Largeur : 18,5 cm Profondeur : 16 cm | Bois taillé, peint, doré                                | PM87001123 | 28 septembre 1984  |
| Statuette : sainte Madeleine                                | 1827         | Hauteur : 47 cm                                      | Bois taillé, peint, doré                                | PM87001124 | 7 septembre 1987   |